# 金得洙
金 得洙（キム・ドゥクス、朝鮮語: 김득수、1938年9月1日 - 2004年9月17日）は、大韓民国の民主化運動家、政治家。第12・13代韓国国会議員。
本貫は慶州金氏。

## 経歴
日本統治時代の全羅北道益山郡（現・益山市）出身。建国大学校政治外交学科、同大教育大学院日語科、ジョージ・ワシントン大学行政大学院修了。全国学生連盟委員長を務めたが、特条法第6条違反で投獄され、5か月後に釈放された。4月革命総連最高委員を経て、民政党・新民党発起人、国民党発起人・宣伝局局長、三選改憲反対闘争委員会発起人、民推協常任運営委員・労働委員長、民主党・平和民主党発起人、新韓民主党・平和民主党所属の国会議員、アジア・太平洋国会議員連合（APPU）韓国代表、自由民主連合ソウル西大門乙地区党委員長、希望の韓国新党九里地区党委員長などを務めた。
2004年9月17日、自宅で持病により死去。享年67。